# Wielka Loża Żeńska Niemiec
Wielka Loża Żeńska Niemiec – żeńska obediencja wolnomularska powstała w 1982 roku z siedzibą w Berlinie. W chwili obecnej zrzesza następujące loże:
- Aurora – Norymberga
- Baständigkeit – Berlin
- Europa im licht – Saarbrücken
- Granatapfel – Hanower
- Quelle zum licht – Wiesbaden
- Rosengarten – Dortmund
- Sci viam – Kolonia
- Silberdistel – Reutlingen
- Sophia – Essen
- Stuffen zum Licht – Getynga
- Symbola – Bielefeld
- Temperantia – Osnabrück
- Tusculum – Düsseldorf
- Unitas – Mannheim
- Vier Elemente im Licht – Darmstadt

Oprócz tego działają trójkąty w Kaiserslautern i Monachium